# Верхнє Аврюзово
Верхнє Аврю́зово (рос. Верхнее Аврюзово, башк. Үрге Әүрез) — присілок у складі Альшеєвського району Башкортостану, Росія. Входить до складу Нижньоаврюзовської сільської ради.
Населення — 99 осіб (2010; 124 в 2002).
Національний склад:
- татари — 88 %